# Diadegma clavicorne
Diadegma clavicorne là một loài tò vò trong họ Ichneumonidae.